# Fritz Wolffheim
Fritz Wolffheim, eigentlich Friedrich Wilhelm Wolffheim (* 30. Oktober 1888 in Berlin; † 17. März 1942 in Ravensbrück), war ein nationalkommunistischer Politiker, Autor und Gewerkschafter.

## Leben
Der Sohn des wohlhabenden jüdischen Kaufmanns George Wolffheim absolvierte eine Ausbildung als Handlungsgehilfe (Buchhalter) und war ab 1909 Mitglied der SPD, wobei er für verschiedene Parteizeitungen tätig war.
Von 1910 bis 1913 hielt er sich in San Francisco auf, war Mitglied der Socialist Party of America und redigierte den Vorwärts der Pacific-Küste – eine Publikation des am 27. Juni 1905 in Chicago gegründeten unionistischen Gewerkschaftsverbandes Industrial Workers of the World (IWW), dessen Mitglied Wolffheim war.
1913 ließ Wolffheim sich in Hamburg nieder, wo sich ab Kriegsbeginn 1914 um ihn und Heinrich Laufenberg die Gegner der „Burgfriedenspolitik“ der SPD zu gruppieren begannen. Eng an die Internationale Kommunisten Deutschlands angelehnt, gaben die beiden die Zeitung Der Kampf heraus und waren zwischen 1915 und 1918 wegen Anti-Kriegsaktivitäten mehrfach inhaftiert. 1918 gehörte Wolffheim zunächst zu den Anführern des Arbeiter- und Soldatenrats in Hamburg, musste sich aber wegen eines Nervenleidens von Mitte November 1918 bis Mai 1919 in ein Sanatorium begeben.
1919 trat Wolffheim der Kommunistischen Partei Deutschlands (KPD) bei, wo er zunächst neben Laufenberg und Otto Rühle zu den wichtigsten Sprechern des antiparlamentarischen, linken Flügels zählte. Im Oktober 1919 wurden er und Laufenberg wegen des Vorwurfs des Syndikalismus aus der KPD ausgeschlossen. Laufenberg und Wolffheim vertraten tatsächlich aber einen Unionismus, der die Parallelexistenz einer wirtschaftlichen Kampforganisation als Massenbasis und einer vorwiegend theoretisch und propagandistisch tätigen Partei für notwendig erachtete. Dieses Konzept war innerhalb der rätekommunistischen Bewegung bis etwa 1922 Konsens, wurde danach aber von der Mehrheit zugunsten einer Einheitsorganisation aufgegeben. 1922 zog Wolffheim nach Brieselang und heiratete dort 1923 seine Frau Louise Wegner.
Wolffheim gründete zusammen mit Laufenberg nach dem Ausschluss aus der KPD die „Kommunistische Partei Hamburg / Sektion der IWW“ (KPH/IWW) und war zudem an der Gründung der AAU maßgeblich beteiligt.
Im April 1920 ging die KPH in die Kommunistischen Arbeiterpartei Deutschlands (KAPD) auf, in der er und Laufenberg zum sogenannten nationalbolschewistischen Flügel zählten und wenige Monate später im August wegen bürgerlich-nationalistischer Anschauungen unter der Federführung von Arthur Goldstein zum Verlassen der Partei aufgefordert wurden.
Grundlage dieser Auseinandersetzung war unter anderem die Gründung der „Freien Vereinigung zum Studium des deutschen Kommunismus“, in der Wolffheim und Laufenberg versuchten, bürgerlichen Mittelständlern unter dem Eindruck des Friedensvertrages von Versailles ein gemeinsames Interesse an einer Ausrichtung Deutschlands nach Sowjetrussland zu vermitteln.
Dem nach ihrem Ausscheiden aus der KAPD von beiden gegründeten „Bund der Kommunisten“ stand Wolffheim bis 1925 vor, dieser versank jedoch schon kurz nach seiner Gründung im Sektierertum.
Nach der Trennung von Laufenberg im Jahre 1922 hatte sich Wolffheim in der Zeit von 1925 bis 1929 mehrmals um eine Wiederaufnahme in die KPD bemüht, die unter dem Eindruck der „Schlageter-Rede“ von Karl Radek, der Wolffheim und Laufenberg zuvor energisch bekämpft und den Begriff „Nationalbolschewismus“ geprägt hatte, begann, kurzzeitig deutlich „nationalbolschewistische“ Thesen zu übernehmen.
Wolffheim entwickelte sich, anders als Laufenberg, ideologisch immer weiter vom Marxismus weg und zu völkisch-sozialistischen Vorstellungen hin und trat 1930 der Gruppe Sozialrevolutionärer Nationalisten (GSRN) um Karl Otto Paetel bei.

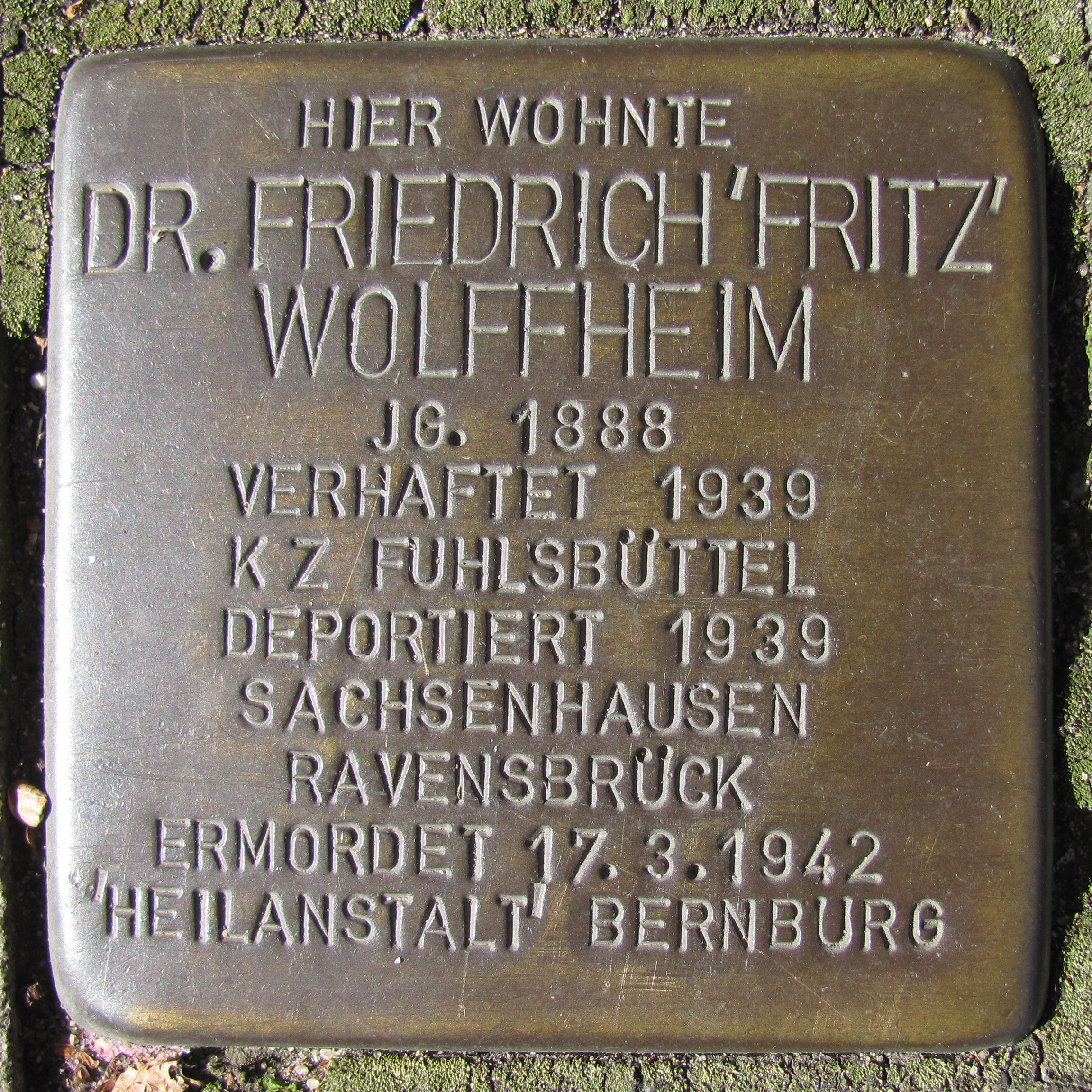
Stolperstein für Fritz Wolffheim in Hamburg-Wandsbek

Ende 1936 wurde Wolffheim verhaftet und starb 1942 im KZ Ravensbrück.